# 麥·賴恩 (籃球運動員)
馬菲·李察·賴恩（英語：Matthew Richard Ryan，1997年4月17日—），出生於紐約州白原市，為美國職業籃球運動員，目前為自由球員，場上位置為小前鋒。在大學時期效力於聖母大學，2020年NBA選秀中落選。
賴恩曾做過外賣員，但仍然未放棄進入NBA的夢想，最終成功成為球隊的主要輪換。

## 職業生涯

### 波士頓塞爾提克（2022）
2022年2月28日，賴恩與波士頓塞爾提克簽訂了一份雙向合約。2022年4月10日，他在對陣曼菲斯灰熊的比賽中首次也是唯一一次代表塞爾提克隊出場，在五分鐘內得到三分。

### 洛杉磯湖人（2022）
賴恩於10月10日對金州勇士賽事，以接近67%的命中率射入6球三分球，令湖人在第四節比賽反敗為勝。
11月2日對紐奧良鵜鶘賽事，於第四節完結前射入奪命的三分球，協助球隊進入加時階段，協助湖人在加时賽中获胜。

### 明尼蘇達灰狼（2022–2023）
2022年12月8日，賴恩與明尼蘇達灰狼簽訂了一份雙向合約。
2023年9月28日，賴恩與灰狼簽訂了另一份雙向合約。

## 生涯數據

### NBA

#### 例行賽
| 賽季    | 球隊 | GP | GS | MPG  | FG%  | 3P%  | FT%  | RPG | APG | SPG | BPG | PPG |
| ------- | ---- | -- | -- | ---- | ---- | ---- | ---- | --- | --- | --- | --- | --- |
| 2021–22 | BOS  | 1  | 0  | 5.0  | .200 | .200 | —    | .0  | .0  | 1.0 | .0  | 3.0 |
| 2022–23 | LAL  | 12 | 0  | 10.8 | .306 | .371 | .800 | 1.2 | .3  | .2  | .0  | 3.9 |
| 生涯    | 生涯 | 13 | 0  | 10.3 | .296 | .350 | .800 | 1.1 | .3  | .2  | .0  | 3.8 |

## 外部連結
- 麥·賴恩在fiba.basketball（英语）
- 麥·賴恩在NBA（英语）
- 麥·賴恩在NBA G聯盟（英语）
- 麥·賴恩在Basketball-Reference.com（NBA）（英语）
- 麥·賴恩在Basketball-Reference.com（NBA G聯盟）（英语）
- 麥·賴恩在Sports-Reference.com（NCAA）（英语）
- 麥·賴恩在ESPN（NBA）（英语）
- 麥·賴恩在Eurobasket.com（球員）（英语）
- 麥·賴恩在RealGM（英语）
- 麥·賴恩在Proballers（英语）